# Niva (fiume)
La Niva (in russo Нива? è un fiume della Russia europea settentrionale situato sulla penisola di Kola (oblast' di Murmansk), tributario del mar Bianco.

## Descrizione
Il fiume scorre  dal lago Imandra e sfocia nel golfo di Kandalakša. Il deflusso del fiume è regolato dalla centrale idroelettrica Niva Kascad (Нивский каскад ГЭС, Nivskij kascad GĖS) che unisce sei impianti costruiti sul fiume Niva e sul Kovda. Ha origine nella baia Zašeečnaja del lago Imandra, vicino al villaggio di Zašeeč. Il fiume alla sorgente è bloccato dalla diga Niva GĖS-1. Attraversa il lago Pinozero e a sud lungo fiume presso il villaggio di Nivskij incontra il Niva GĖS-2; a valle attraversa il Plesozero con il Niva GĖS-3, dopodiché il volume principale dell'acqua viene scaricato nel mar Bianco attraverso un canale sotterraneo nel golfo di Kandalakša.
La lunghezza del fiume è di 36 km, l'area del bacino è di 12 830 km². La portata d'acqua media è di 164 m³/s (a 15 km dalla foce).